# Аутьери, Серена
Серена Аутьери (итал. Serena Autieri; род. 4 апреля, 1976 года, Неаполь, Италия) — итальянская певица, актриса, телеведущая.

## Биография
В детстве занималась балетом, пением и чтением. В 1997 году она выпустила свой первый альбом «Anima Soul». Дебютировала на телевидении в 1998 году на проекте «Un Posto Al Sole», телеканал Rai Tre. В 2002 году выступила с первым концертом «Bulli e pupe». В следующем году Аутьери была соведущей 52-го песенного фестиваля в Сан-Ремо вместе с Пиппо Баудо и актрисой Клаудией Джерини. В 2004 году сыграла свою первую главную роль в картине «Сара Мэй» (Марианна).